# Alfeo (Nuevo Testamento)
Alfeo (del griego: Ἀλφαῖος, Alfaíos) es un nombre mencionado en el Nuevo Testamento como padre de tres de los Doce Apóstoles:
- Mateo el Evangelista.[1]
- Jacobo, hijo de Alfeo, también llamado Santiago, hijo de Alfeo o Jacobo el Menor.[2][3]

Si se le identificase con Cleofás, por su parte, también se podría decir que es el padre de Joses, una forma del nombre de José.
En la tradición de la Iglesia Ortodoxa se considera que fue el padre de los mártires Abercio y Helena.
Usualmente, en la tradición católica occidental, se cree que hay dos hombres llamados Alfeo. Uno de ellos era el padre del apóstol Santiago (hermano de Jesús), también llamado Jacobo y el otro el padre de Mateo (Leví). Aunque tanto a Mateo como a Santiago se los describe como 'hijo de Alfeo', no existe un relato bíblico de los dos donde se les llame hermanos, incluso en el mismo contexto en el que se describe a Juan y a Santiago de Zebedeo o a Pedro y Andrés como hermanos. A pesar de esto, la tradición de la Iglesia Oriental considera que Mateo y Santiago de Alfeo eran hermanos.
En el período medieval, se decía que Alfeo era el esposo de María, hija de Clopas. Más recientemente, Alfeo ha sido identificado con Clopas, basándose en la identificación de los relatos evangélicos paralelos de María, madre de Jacobo, la tercera mujer junto a María Magdalena y Salomé que estuvieron ante la cruz, con María de Clopas. Los eruditos y traductores postmedievales a menudo toman el nombre de 'María de Clopas' para significar que María era la esposa de Clopas, no su hija. María es llamada "la esposa de Cleofás" en la versión de la Biblia del rey Jacobo (King James).
Según los fragmentos sobrevivientes de la obra Exposición de los dichos del Señor del padre apostólico Papías de Hierápolis, que vivió c. 70–163, Cleofás y Alfeo son la misma persona: 'María, la esposa de Cleofás o Alfeo, que era la madre de Santiago, obispo y apóstol, y de Simón y Tadeo, y de un José'. Para el teólogo anglicano J. B. Lightfoot, este fragmento citado anteriormente, es espurio.
La Enciclopedia Católica sugiere que etimológicamente, los nombres Clopas y Alfeo son diferentes, pero que aun así podrían ser la misma persona, ya que podría ser que dicha misma persona tuviese dos nombres (uno hebreo y otro griego o latino) como era normal entre los judíos de la época. Algunas fuentes proponen que Alfeo y Cleofás son diversos intentos de convertir la arameica H en Hilfai y en griego como aspirado, o K; mientras que otros eruditos consideran que ambos nombres representan dos recensiones distintas del nombre original hebreo Chal'phai en su pronunciación griega.